# (2907) Nekrasov
(2907) Nekrasov es un asteroide perteneciente al cinturón de asteroides, de la familia asteroidal de Eos, descubierto el 3 de octubre de 1975 por la astrónoma soviética Liudmila Chernyj desde el Observatorio Astrofísico de Crimea (República de Crimea, Rusia).

## Designación y nombre
Designado provisionalmente como 1975 TT2. Fue nombrado en homenaje al poeta y autor teatral ruso Nikolái Nekrásov.